# Lagos Tama

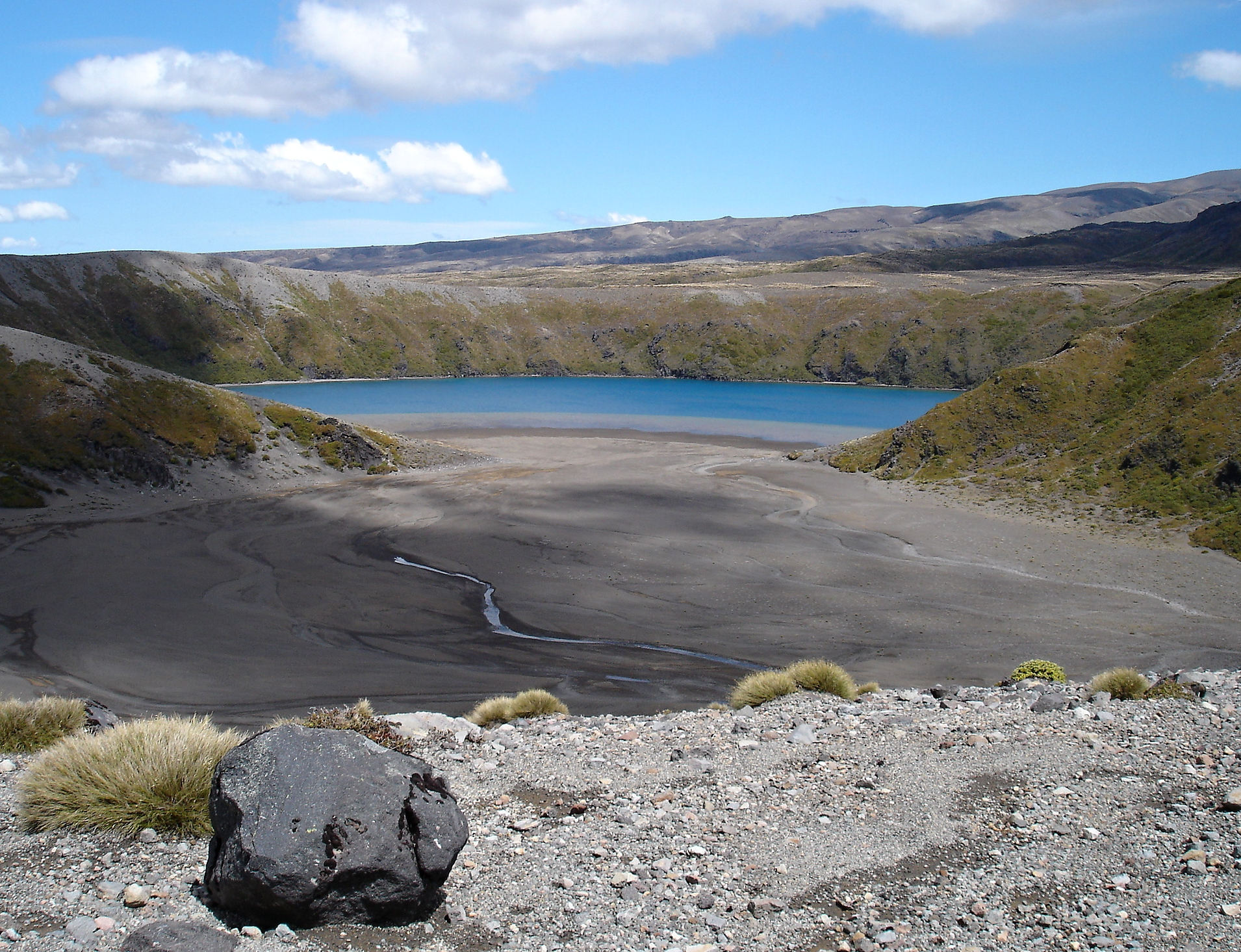
Vista do Lago Tama Baixo

Os Lagos Tama são dois lagos de cratera no Parque Nacional Tongariro, na Nova Zelândia. Eles preenchem duas das séries de crateras explosivas no vale Tama, entre o Monte Ruapehu e o Monte Ngaruahoe.